# Roßdorf (bei Darmstadt)
Roßdorf ist eine Gemeinde mit über 12.000 Einwohnern im südhessischen Landkreis Darmstadt-Dieburg.

## Geographie

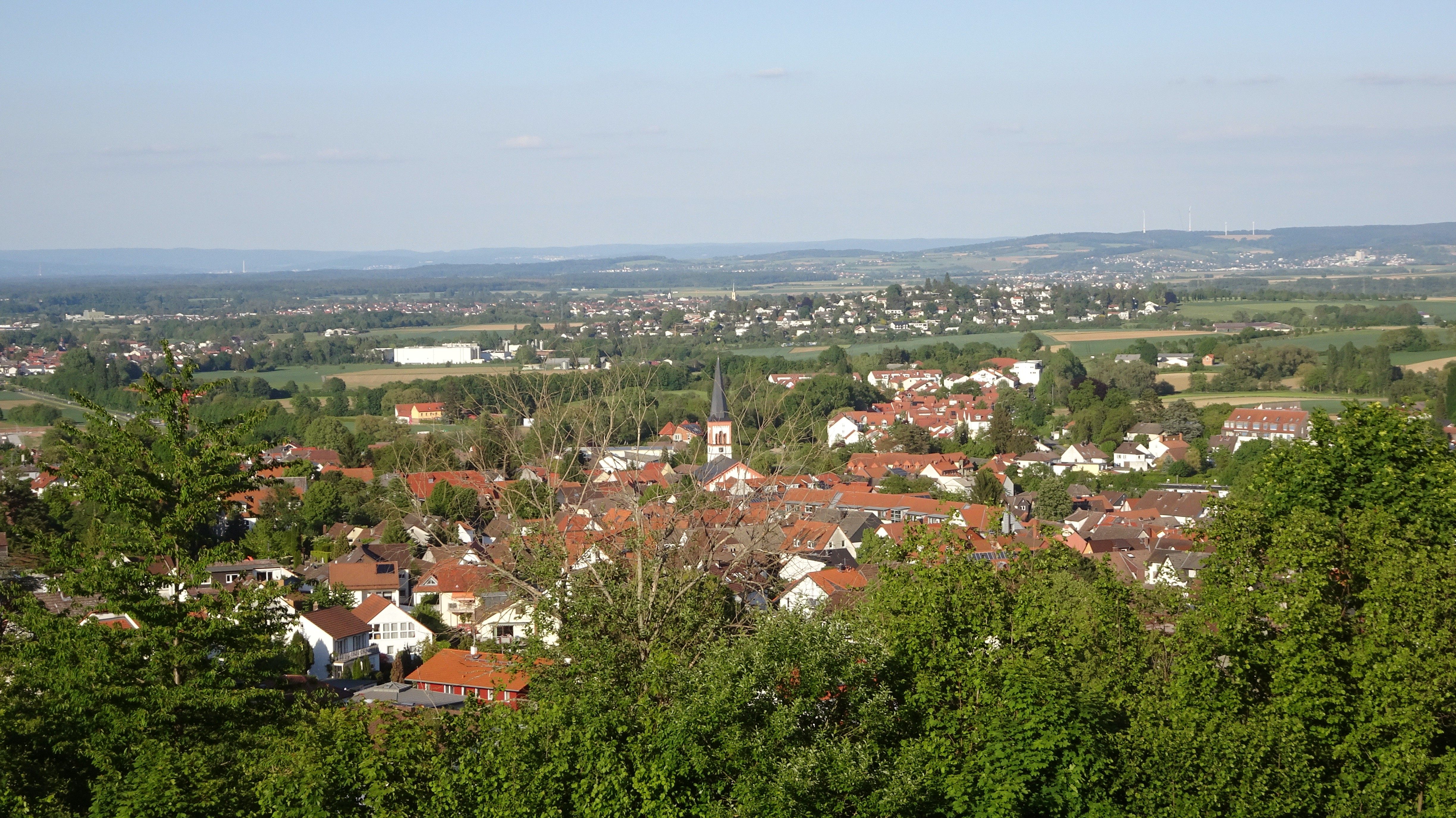
Blick auf Roßdorf vom Rehberg (2020)

Roßdorf und seine Ortsteile

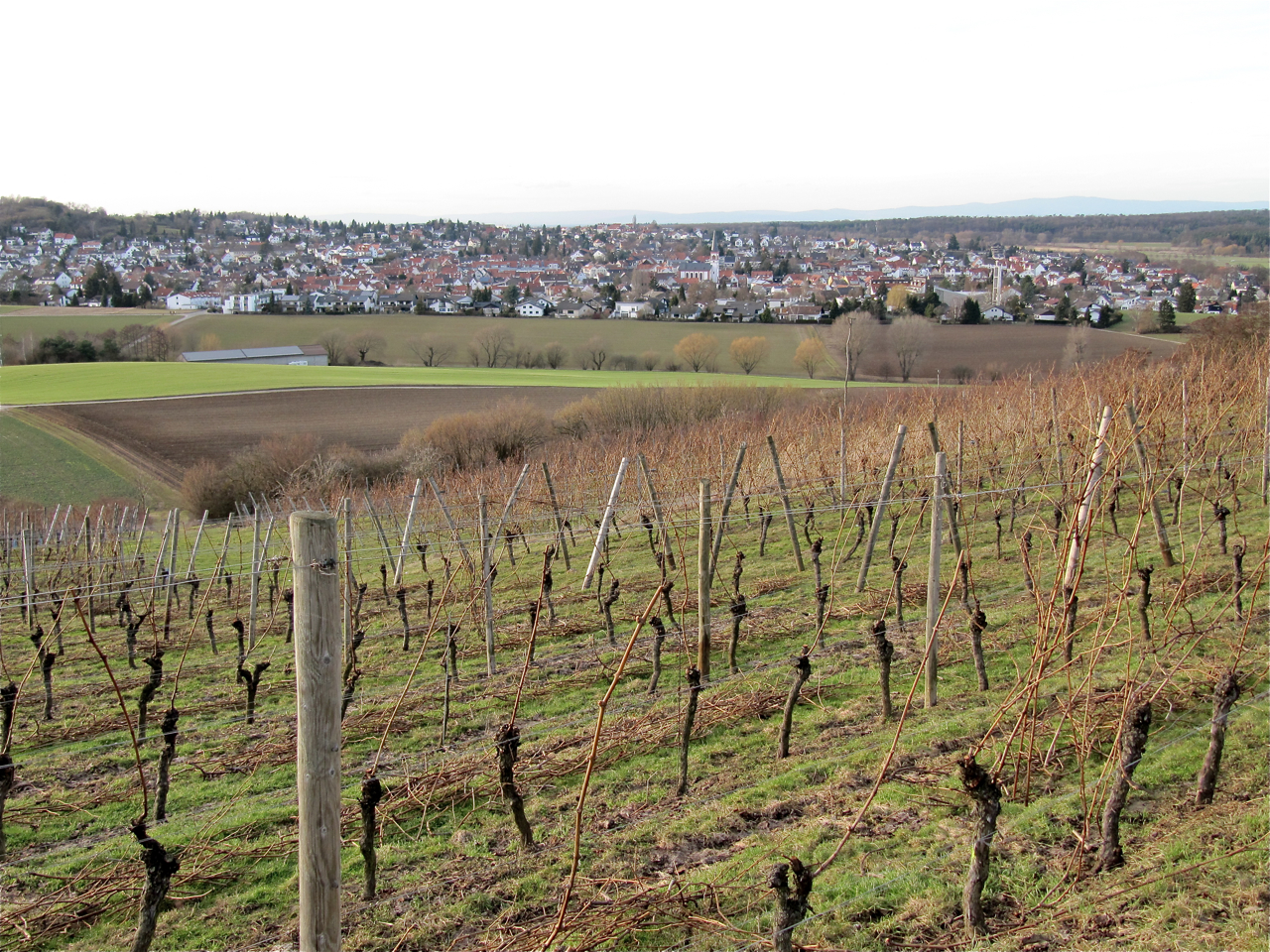
Blick auf Roßdorf vom Roßberg

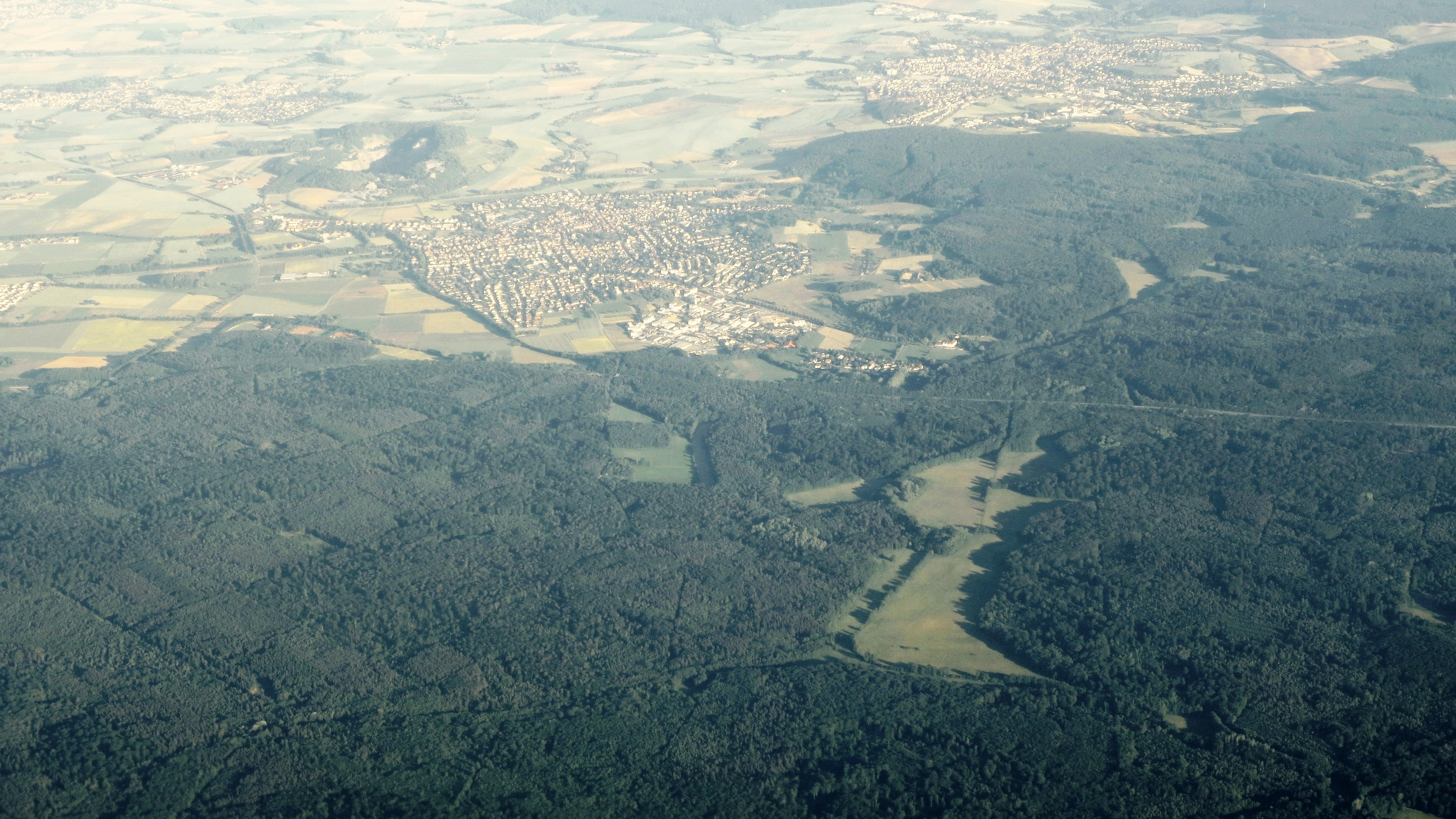
Luftaufnahme von Roßdorf (obere Bildhälfte, Mitte, 2015)

Die Gemeinde Roßdorf besteht aus den beiden Ortsteilen Gundernhausen und Roßdorf und liegt etwa acht Kilometer südöstlich von Darmstadt. Sie grenzt im Norden und Osten an die Gemeinde Groß-Zimmern, im Südosten an die Stadt Reinheim, im Süden an die Stadt Ober-Ramstadt und im Westen an die kreisfreie Stadt Darmstadt. Vom Gipfelkreuz des Rehbergs hat man eine weite Aussicht in Richtung Aschaffenburg und Frankfurt.
Nordwestlich von Roßdorf erstreckt sich der Darmstädter Oberwald, südwestlich beginnt der Vordere Odenwald. Durch den Ort verläuft die Rhein-Main-Wasserscheide mit dem Ruthsenbach im Einzugsgebiet des Rheins im Westen und dem Erbesbach im Einzugsgebiet des Mains im Osten.

## Geschichte

### Ortsgeschichte
Urkundlich wurde Roßdorf im Jahre 1250 als Roßedorph erstmals erwähnt. Zu dieser Zeit belehnte der Fuldaer Fürstabt Heinrich IV. von Erthal die Grafen Diether V. und Eberhard I. von Katzenelnbogen mit den Dörfern Roßdorf und Gundernhausen. In historischen Dokumenten ist der Ort im Laufe der Jahrhunderte dann unter wechselnden Ortsnamen belegt (in Klammern das Jahr der Erwähnung): Rosdorf (1321); Rostdorf (1330); Roßdorf (1354); Rosdorff (1361); Roßdorff (1403); Rostorff (1427); und Rostroff (1559).
1479 starb das Geschlecht der Grafen von Katzenelnbogen im Mannesstamm aus und das Erbe ging aufgrund der 1458 erfolgten Heirat der Erbtochter Anna mit Landgraf Heinrich III. von Hessen-Marburg an diesen.
Während des Dreißigjährigen Krieges quartierten sich 1621 bayerische Soldaten in Roßdorf ein und plünderten den Ort. Darüber hinaus fanden Hexenprozesse statt, in deren Verlauf einige Einwohner der Zauberei beschuldigt wurden. Die größte Not für Roßdorf kam in den Jahren 1634/35. In der Gegend standen sich die Kaiserlichen und die Schweden gegenüber, die abwechselnd die gesamte Landschaft verwüsteten und ausgebeuten und die Bevölkerung stark dezimierten. Im Sommer 1635 brach dazu die Pest aus und dezimierte die Einwohnerzahl auf nur noch etwa 50. Im Jahre 1672, während des Französisch-Holländischen Krieges, quartierten sich Truppen Ludwigs XIV. ein. 1814 zogen russische Soldaten auf dem Weg nach Frankreich durch.
Im Jahr 1783 ist dokumentiert, dass Roßdorf zum Amt Lichtenberg, das ab 1806 zur Provinz Starkenburg des Großherzogtums Hessen gehörte, zählte und dort bis 1820 blieb.
Roßdorf lag  im Gerichtsbezirk der Zent Ober-Ramstadt. Die Zent war in sogenannte „Reiswagen“ eingeteilt, denen jeweils ein Oberschultheiß vorstand, die dem Zentgrafen unterstellt waren. Dieser Bezirk hatte einen Frachtwagen (Reiswagen) einschließlich Zugtieren und Knechten für Feldzüge bereitzustellen. Roßdorf gehörte zum „Roßdorf Reiswagen“, zu dem auch Gundernhausen sowie alle zugehörigen Höfe und Mühlen gehören. Die gesamte Zent Ober-Ramstadt war dem Amt Lichtenberg zugeteilt. Diese Einteilung bestand noch bis zum Beginn des 19. Jahrhunderts.
Über den Landratsbezirk Reinheim kam Roßdorf 1832 in den Kreis Dieburg und wechselte mit der Gebietsreform 1938 in den Kreis Darmstadt.
Die Statistisch-topographisch-historische Beschreibung des Großherzogthums Hessen berichtet 1829 über Roßdorf:

„Roßdorf (L. Bez. Reinheim) luth. Pfarrdorf; liegt 1 1⁄2 St. von Reinheim, 1 St. von Darmstadt und an der von Darmstadt durch den Odenwald ziehenden Chaussee. Der Ort, der theilweise noch mit einem trocknen Graben umgeben ist, hat 243 Häuser und 1529 Einw., die bis auf 3 Reform., 1 Kath. und 40 Juden lutherisch sind. Man findet 1 Kirche, dessen schöne Vorhalle die Inschrift führt; DEO SIT GLORIA. MDCCCXXIV.; ferner 1 Pfarrhaus, 2 Schulhäuser, 1 Rathhaus, 3 Mahlmühlen mit 1 Oelmühle, bedeutende Basaltbrüche auf dem Roßberg, 40 Leineweber, 11 Häfner, 16 Wirthe etc. – Im Jahr 1250 wurden Diether III. und Eberhard I., Grafen von Katzenellenbogen, vom Fuldischen Abt Heinrich mit Roßdorf belehnt. Dieses Lehen war aber weit älter, und wurde damals nur erneuert. Nach dem Ableben des Grafen Eberhard IV. im Jahr 1353 oder 1354 entstanden über das eingebrachte Vermögen seiner Mutter, der Agnes von Bickenbach, Streitigkeiten. Durch den schiedsrichterlichen Spruch des Pfalzgrafen Ruprecht des Aeltern, den beide Partheien sich erwählt hatten, wurde 1354 dahin entschieden, daß Roßdorf und Gundernhausen nebst Gülten von andern Dörfern, worauf der Agnes Witthum hinterlegt war, dem Schenken Eberhard von Erbach, der die einzige Schwester des verstorbenen Grafen zur Gemahlin hatte, so lange verbleiben sollte, bis sie Graf Johann von Katzenellenbogen mit 1500 Mark wieder an sich gelößt hätte. Durch die Grafen von Katzenellenbogen kam Roßdorf an Hessen. Als Mutterkirche hatte Roßdorf 2 Altäre. Im Jahr 1579 war ein Eisenbergwerk in Betrieb.“

### Hessische Gebietsreform (1970–1977)
Am 1. Januar 1977 wurde im Rahmen der Gebietsreform in Hessen kraft Landesgesetz die bis dahin selbstständige benachbarte Gemeinde Gundernhausen nach Roßdorf eingegliedert, zugleich wurde der Landkreis Darmstadt-Dieburg gegründet, zu dem Roßdorf seither gehört. Ortsbezirke nach der Hessischen Gemeindeordnung wurden nicht eingerichtet.

### Verwaltungsgeschichte im Überblick
Die folgende Liste zeigt die Staaten und Verwaltungseinheiten, denen Roßdorf angehört(e):
- vor 1479: Heiliges Römisches Reich, Grafschaft Katzenelnbogen, Obergrafschaft Katzenelnbogen
- ab 1479: Heiliges Römisches Reich, Landgrafschaft Hessen, Obergrafschaft Katzenelnbogen
- ab 1567: Heiliges Römisches Reich, Landgrafschaft Hessen-Darmstadt, Obergrafschaft Katzenelnbogen, (1791: Amt Lichtenberg, Zent Ober-Ramstadt, Roßdorfer Reiswagen)
- ab 1803: Heiliges Römisches Reich, Landgrafschaft Hessen-Darmstadt, Fürstentum Starkenburg, Amt Lichtenberg
- ab 1806: Großherzogtum Hessen,[Anm. 2] Fürstentum Starkenburg, Amt Lichtenberg[8]
- ab 1815: Großherzogtum Hessen, Provinz Starkenburg, Amt Lichtenberg
- ab 1821: Großherzogtum Hessen, Provinz Starkenburg, Landratsbezirk Reinheim[Anm. 3]
- ab 1832: Großherzogtum Hessen, Provinz Starkenburg, Kreis Dieburg
- ab 1848: Großherzogtum Hessen, Regierungsbezirk Dieburg
- ab 1852: Großherzogtum Hessen, Provinz Starkenburg, Kreis Dieburg
- ab 1871: Deutsches Reich, Großherzogtum Hessen, Provinz Starkenburg, Kreis Dieburg
- ab 1918: Deutsches Reich, Volksstaat Hessen, Provinz Starkenburg, Kreis Dieburg
- ab 1938: Deutsches Reich, Volksstaat Hessen, Landkreis Dieburg[9][Anm. 4]
- ab 1945: Deutsches Reich, Amerikanische Besatzungszone,[Anm. 5] Groß-Hessen, Regierungsbezirk Darmstadt, Landkreis Dieburg
- ab 1946: Deutsches Reich, Amerikanische Besatzungszone, Hessen, Regierungsbezirk Darmstadt, Landkreis Dieburg
- ab 1949: Bundesrepublik Deutschland, Hessen, Regierungsbezirk Darmstadt, Landkreis Dieburg
- ab 1977: Bundesrepublik Deutschland, Hessen, Regierungsbezirk Darmstadt, Landkreis Darmstadt-Dieburg

### Gerichte
Roßdorf gehörte zum Zentgericht Ober-Ramstadt. In der Landgrafschaft Hessen-Darmstadt wurde mit Ausführungsverordnung vom 9. Dezember 1803 das Gerichtswesen neu organisiert. Für das Fürstentum Starkenburg wurde das Hofgericht Darmstadt als Gericht der zweiten Instanz eingerichtet. Die Rechtsprechung der ersten Instanz wurde durch die Ämter bzw. Standesherren vorgenommen. Damit war für Roßdorf das Amt Lichtenberg zuständig. Das Hofgericht war für normale bürgerliche Streitsachen Gericht der zweiten Instanz, für standesherrliche Familienrechtssachen und Kriminalfälle die erste Instanz. Übergeordnet war das Oberappellationsgericht Darmstadt. Die Zentgerichte hatten damit ihre Funktion verloren.
Mit Bildung der Landgerichte im Großherzogtum Hessen war ab 1821 das Landgericht Lichtenberg das Gericht erster Instanz. Die zweite Instanz war das Hofgericht Darmstadt. Es folgten:
- ab 1848: Landgericht Reinheim (Verlegung aus Lichtenberg); zweite Instanz: Hofgericht Darmstadt
- 1853: Landgericht Darmstadt; zweite Instanz: Hofgericht Darmstadt
- 1879: Amtsgericht Darmstadt II (Umbenennung); zweite Instanz: Landgericht Darmstadt
- 1932: Amtsgericht Darmstadt (Zusammenlegung des Amtsgerichts Darmstadt und des Amtsgerichts Darmstadt II); zweite Instanz: Landgericht Darmstadt

## Bevölkerung

### Einwohnerstruktur 2011
Nach den Erhebungen des Zensus 2011 lebten am Stichtag dem 9. Mai 2011 in Roßdorf 11930 Einwohner. Darunter waren 1138 (9,5 %) Ausländer, von denen 526 aus dem EU-Ausland, 252 aus anderen europäischen Ländern und 360 aus anderen Staaten kamen. Von den deutschen Einwohnern hatten 9,3 % einen Migrationshintergrund. Die Einwohner lebten in 5226 Haushalten. Davon waren 1599 Singlehaushalte, 1582 Paare ohne Kinder und 1483 Paare mit Kindern, sowie 409 Alleinerziehende und 153 Wohngemeinschaften.

### Einwohnerentwicklung
| • 1806: | 1145 Einwohner, 189 Häuser |
| • 1829: | 1529 Einwohner, 243 Häuser |
| • 1867: | 1966 Einwohner, 315 Häuser |

| Roßdorf: Einwohnerzahlen von 1791 bis 2015 | Roßdorf: Einwohnerzahlen von 1791 bis 2015 | Roßdorf: Einwohnerzahlen von 1791 bis 2015 | Roßdorf: Einwohnerzahlen von 1791 bis 2015 | Roßdorf: Einwohnerzahlen von 1791 bis 2015 |
| --- | ------------------------------------------ | ------------------------------------------ | ------------------------------------------ | ------------------------------------------ |
| Jahr |                                            |                                            |                                            | Einwohner                                  |
| 1791 | 1791                                       |                                            | 933                                        | 933                                        |
| 1800 | 1800                                       |                                            | 997                                        | 997                                        |
| 1806 | 1806                                       |                                            | 1.145                                      | 1.145                                      |
| 1829 | 1829                                       |                                            | 1.529                                      | 1.529                                      |
| 1834 | 1834                                       |                                            | 1.530                                      | 1.530                                      |
| 1840 | 1840                                       |                                            | 1.644                                      | 1.644                                      |
| 1846 | 1846                                       |                                            | 1.812                                      | 1.812                                      |
| 1852 | 1852                                       |                                            | 1.775                                      | 1.775                                      |
| 1858 | 1858                                       |                                            | 1.328                                      | 1.328                                      |
| 1864 | 1864                                       |                                            | 1.954                                      | 1.954                                      |
| 1871 | 1871                                       |                                            | 2.135                                      | 2.135                                      |
| 1875 | 1875                                       |                                            | 2.235                                      | 2.235                                      |
| 1885 | 1885                                       |                                            | 2.337                                      | 2.337                                      |
| 1895 | 1895                                       |                                            | 2.492                                      | 2.492                                      |
| 1905 | 1905                                       |                                            | 3.005                                      | 3.005                                      |
| 1910 | 1910                                       |                                            | 3.199                                      | 3.199                                      |
| 1925 | 1925                                       |                                            | 3.289                                      | 3.289                                      |
| 1939 | 1939                                       |                                            | 3.673                                      | 3.673                                      |
| 1946 | 1946                                       |                                            | 5.036                                      | 5.036                                      |
| 1950 | 1950                                       |                                            | 5.363                                      | 5.363                                      |
| 1956 | 1956                                       |                                            | 5.297                                      | 5.297                                      |
| 1961 | 1961                                       |                                            | 5.724                                      | 5.724                                      |
| 1967 | 1967                                       |                                            | 6.544                                      | 6.544                                      |
| 1970 | 1970                                       |                                            | 7.341                                      | 7.341                                      |
| 1972 | 1972                                       |                                            | 7.672                                      | 7.672                                      |
| 1976 | 1976                                       |                                            | 10.449                                     | 10.449                                     |
| 1984 | 1984                                       |                                            | 10.806                                     | 10.806                                     |
| 1992 | 1992                                       |                                            | 10.776                                     | 10.776                                     |
| 2000 | 2000                                       |                                            | 11.900                                     | 11.900                                     |
| 2005 | 2005                                       |                                            | 12.123                                     | 12.123                                     |
| 2010 | 2010                                       |                                            | 12.009                                     | 12.009                                     |
| 2011 | 2011                                       |                                            | 11.903                                     | 11.903                                     |
| 2015 | 2015                                       |                                            | 12.146                                     | 12.146                                     |
| Datenquelle: Historisches Gemeindeverzeichnis für Hessen: Die Bevölkerung der Gemeinden 1834 bis 1967. Wiesbaden: Hessisches Statistisches Landesamt, 1968. Weitere Quellen: ; 1972:; 1976:; 1984:; 1992:; 2000:; 2005:; 2010:; Zensus 2011; 2015: Ab 1976 einschließlich der im Zuge der Gebietsreform in Hessen eingegliederten Orte. |                                            |                                            |                                            |                                            |

### Religionszugehörigkeit
| • 1829: | 1485 lutheranische (= 97,12 %), 3 reformierte (= 0,20 %), 40 jüdische (= 2,62 %) und einen katholischen (= 0,06 %) Einwohner                             |
| • 1961: | 4517 evangelische (= 78,91 %), 942 katholische (= 16,46 %) Einwohner                                                                                     |
| • 2011: | 5480 evangelische (= 46,1 %), 2700 katholische (= 22,6 %), 210 freikirchliche (= 1,7 %), 180 andersgläubig (= 1,5 %), 3220 sonstige (= 27,1 %) Einwohner |

### Erwerbstätigkeit
Die Gemeinde im Vergleich mit Landkreis, Regierungsbezirk Darmstadt und Hessen:
|                                                   | Jahr | Gemeinde | Landkreis | Regierungsbezirk | Hessen    |
| ------------------------------------------------- | ---- | -------- | --------- | ---------------- | --------- |
| Sozialversicherungspflichtig Beschäftigte         | 2017 | 2.579    | 74.525    | 1.695.567        | 2.524.156 |
| Veränderung zu                                    | 2000 | +19,3 %  | +21,1 %   | +16,1 %          | +16,0 %   |
| davon Vollzeit                                    | 2017 | 67,4 %   | 68,3 %    | 72,8 %           | 71,8 %    |
| davon Teilzeit                                    | 2017 | 32,6 %   | 31,7 %    | 27,2 %           | 28,2 %    |
| Ausschließlich geringfügig entlohnte Beschäftigte | 2017 | 497      | 15.305    | 224.267          | 372.991   |
| Veränderung zu                                    | 2000 | +0,2 %   | +14,4 %   | +9,0 %           | +8,8 %    |

| Branche                         | Jahr | Gemeinde | Landkreis | Regierungsbezirk | Hessen |
| ------------------------------- | ---- | -------- | --------- | ---------------- | ------ |
| Produzierendes Gewerbe          | 2000 | 43,1 %   | 41,1 %    | 27,0 %           | 30,6 % |
|                                 | 2017 | 27,7 %   | 31,3 %    | 20,4 %           | 24,3 % |
| Handel, Gastgewerbe und Verkehr | 2000 | 19,3 %   | 26,1 %    | 26,4 %           | 25,1 % |
|                                 | 2017 | 17,1 %   | 26,8 %    | 24,7 %           | 23,8 % |
| Unternehmensdienstleistungen    | 2000 | 15,0 %   | 11,6 %    | 25,1 %           | 20,2 % |
|                                 | 2017 | 32,5 %   | 17,1 %    | 31,6 %           | 26,1 % |
| Sonstige Dienstleistungen       | 2000 | 20,7 %   | 18,8 %    | 20,1 %           | 22,5 % |
|                                 | 2017 | 21,9 %   | 23,6 %    | 23,0 %           | 25,4 % |
| Sonstiges (bzw. ohne Zuordnung) | 2000 | 01,9 %   | 02,4 %    | 01,4 %           | 01,5 % |
|                                 | 2017 | 00,8 %   | 01,1 %    | 00,8 %           | 00,4 % |

## Politik

### Gemeindevertretung
Die Kommunalwahl am 14. März 2021 lieferte folgendes Ergebnis, in Vergleich gesetzt zu früheren Kommunalwahlen:
| Sitzverteilung in der Gemeindevertretung 2021Insgesamt 31 Sitze - SPD: 13 - Grüne: 7 - WiR: 5 - CDU: 5 - Denken20: 1 | Parteien und Wählergemeinschaften | Parteien und Wählergemeinschaften           | % 2021 | Sitze 2021 | % 2016 | Sitze 2016 | % 2011 | Sitze 2011 | % 2006 | Sitze 2006 | % 2001 | Sitze 2001 |
| Sitzverteilung in der Gemeindevertretung 2021Insgesamt 31 Sitze - SPD: 13 - Grüne: 7 - WiR: 5 - CDU: 5 - Denken20: 1 | SPD                               | Sozialdemokratische Partei Deutschlands     | 42,4   | 13         | 45,4   | 14         | 49,7   | 16         | 51,8   | 16         | 55,6   | 17         |
| Sitzverteilung in der Gemeindevertretung 2021Insgesamt 31 Sitze - SPD: 13 - Grüne: 7 - WiR: 5 - CDU: 5 - Denken20: 1 | CDU                               | Christlich Demokratische Union Deutschlands | 16,9   | 5          | 19,5   | 6          | 23,6   | 7          | 26,6   | 8          | 30,2   | 9          |
| Sitzverteilung in der Gemeindevertretung 2021Insgesamt 31 Sitze - SPD: 13 - Grüne: 7 - WiR: 5 - CDU: 5 - Denken20: 1 | GRÜNE                             | Bündnis 90/Die Grünen                       | 21,7   | 7          | 16,0   | 5          | 22,4   | 7          | 13,7   | 4          | 14,3   | 5          |
| Sitzverteilung in der Gemeindevertretung 2021Insgesamt 31 Sitze - SPD: 13 - Grüne: 7 - WiR: 5 - CDU: 5 - Denken20: 1 | WiR                               | Wir in Roßdorf (Wählergruppe)               | 17,5   | 5          | 19,2   | 6          | —      | —          | —      | —          | —      | —          |
| Sitzverteilung in der Gemeindevertretung 2021Insgesamt 31 Sitze - SPD: 13 - Grüne: 7 - WiR: 5 - CDU: 5 - Denken20: 1 | FDP                               | Freie Demokratische Partei                  | –      | –          | —      | —          | 4,3    | 1          | 7,9    | 3          | —      | —          |
| Sitzverteilung in der Gemeindevertretung 2021Insgesamt 31 Sitze - SPD: 13 - Grüne: 7 - WiR: 5 - CDU: 5 - Denken20: 1 | Denken20                          | Denken20 (Wählergruppe)                     | 1,5    | 1          | —      | —          | –      | –          | –      | –          | —      | —          |
| Sitzverteilung in der Gemeindevertretung 2021Insgesamt 31 Sitze - SPD: 13 - Grüne: 7 - WiR: 5 - CDU: 5 - Denken20: 1 | gesamt                            | gesamt                                      | 100,0  | 31         | 100,0  | 31         | 100,0  | 31         | 100,0  | 31         | 100,0  | 31         |
| Sitzverteilung in der Gemeindevertretung 2021Insgesamt 31 Sitze - SPD: 13 - Grüne: 7 - WiR: 5 - CDU: 5 - Denken20: 1 | Wahlbeteiligung in %              | Wahlbeteiligung in %                        | 60,3   | 60,3       | 54,2   | 54,2       | 56,7   | 56,7       | 51,9   | 51,9       | 56,4   | 56,4       |

### Bürgermeister
Nach der hessischen Kommunalverfassung wird der Bürgermeister für eine sechsjährige Amtszeit gewählt, seit dem Jahr 1993 in einer Direktwahl, und ist Vorsitzender des Gemeindevorstands, dem in der Gemeinde Roßdorf neben dem Bürgermeister ehrenamtlich ein Erster Beigeordneter und sieben weitere Beigeordnete angehören. Bürgermeister ist seit dem 1. Mai 2022 der parteiunabhängige Norman Zimmermann. Seine Amtsvorgängerin Christel Sprößler (SPD), die im Vorjahr für eine vierte Amtszeit gewählt worden war, wechselte mit Jahresende 2021 nach ihrer Wahl zur hauptamtlichen Kreisbeigeordneten zum Landkreis Darmstadt-Dieburg. Norman Zimmermann wurde am 4. April 2022 in einer Stichwahl bei 51,01 Prozent Wahlbeteiligung mit 65,65 Prozent der Stimmen gewählt.
Amtszeiten der Bürgermeister
- 2022–2028 Norman Zimmermann[29]
- 2003–2021 Christel Sprößler (SPD)[31]
- 1997–2003 Manfred Pfeiffer (SPD)
- 1982–1997 Alfred Jakoubek (SPD)
- 1954–1982 Heinrich Kloß (SPD)
- 1822–1825 Hofrat Georg Wilhelm Justin Wagner[34]

### Wappen und Flagge

#### Wappen
Blasonierung: „Im blauen Schild steigender silberner Mond mit eingehängtem Hufeisen, darunter eine silberne Rose mit blauem Butzen, das freie Feld mit sieben goldenen Sternen (5:2) bestreut.“.
Das Recht zur Führung des Wappens wurde der Gemeinde Roßdorf (bei Darmstadt) am 20. Februar 1952 durch den Hessischen Innenminister verliehen. Gestaltet wurde es durch den Heraldiker Georg Massoth.
Grundlage des Wappens ist ein Siegel des gemeinsamen Dorfgerichts von Roßdorf und Gundernhausen, aus dem Jahr 1625. Spätere Gerichtssiegel Roßdorfs zeigen unter dem Halbmond und sechs Sternen ein redendes Ross, das nicht in das Wappen mit aufgenommen wurde.
Die genaue Bedeutung der Symbole ist nicht bekannt. Vermutlich ist das Hufeisen eine alte Ortsmarke Roßdorfs und die Blume ein Symbol für das Ober-Ramstädter Zentgericht ist.

#### Flagge
Die Flagge wurde der Gemeinde am 6. Mai 1970 genehmigt und wird wie folgt beschrieben:
 „Über einem verbreiterten roten, beidseitig von Weiß und Blau flankierten Flaggentuch der Gemeindewappen.“ 

### Partnerstädte
- Vösendorf in Österreich
- Reggello in Italien
- Kindberg in Österreich
- Benátky nad Jizerou in Tschechien
- Roßdorf in der Rhön
- Lichtentanne im Landkreis Zwickau

## Kultur und Sehenswürdigkeiten

### Bauwerke
- Das Historische Rathaus stammt aus dem Jahr 1575.
- Im „Alten Bahnhof“ befindet sich das Südhessische Handwerksmuseum.
- Auf dem Gleisfeld des ehemaligen Bahnhofs befindet sich eine Gartenbahnanlage in der Spurweite 5".[40]

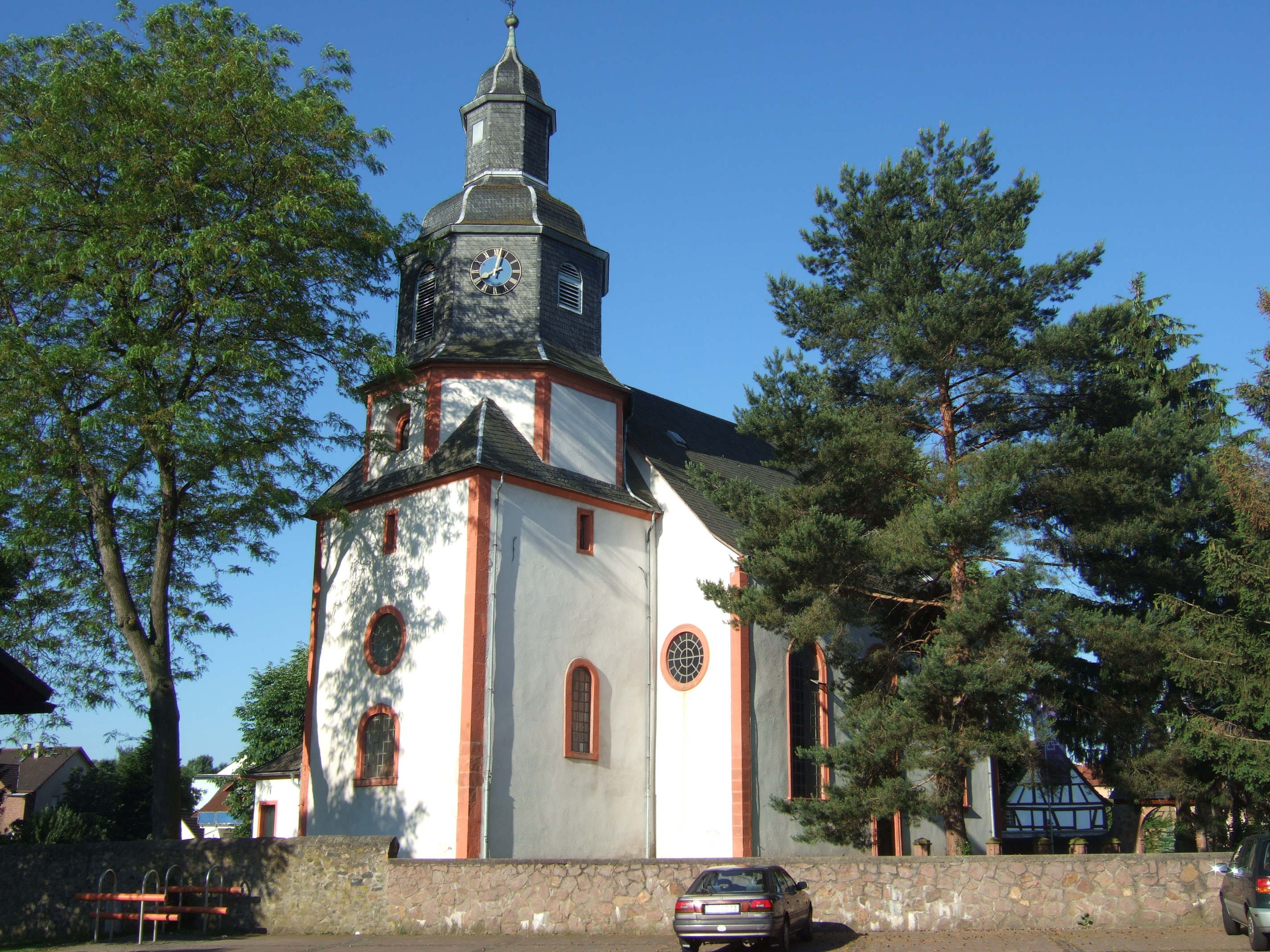
Evangelische Kirche in Gundernhausen bei Darmstadt
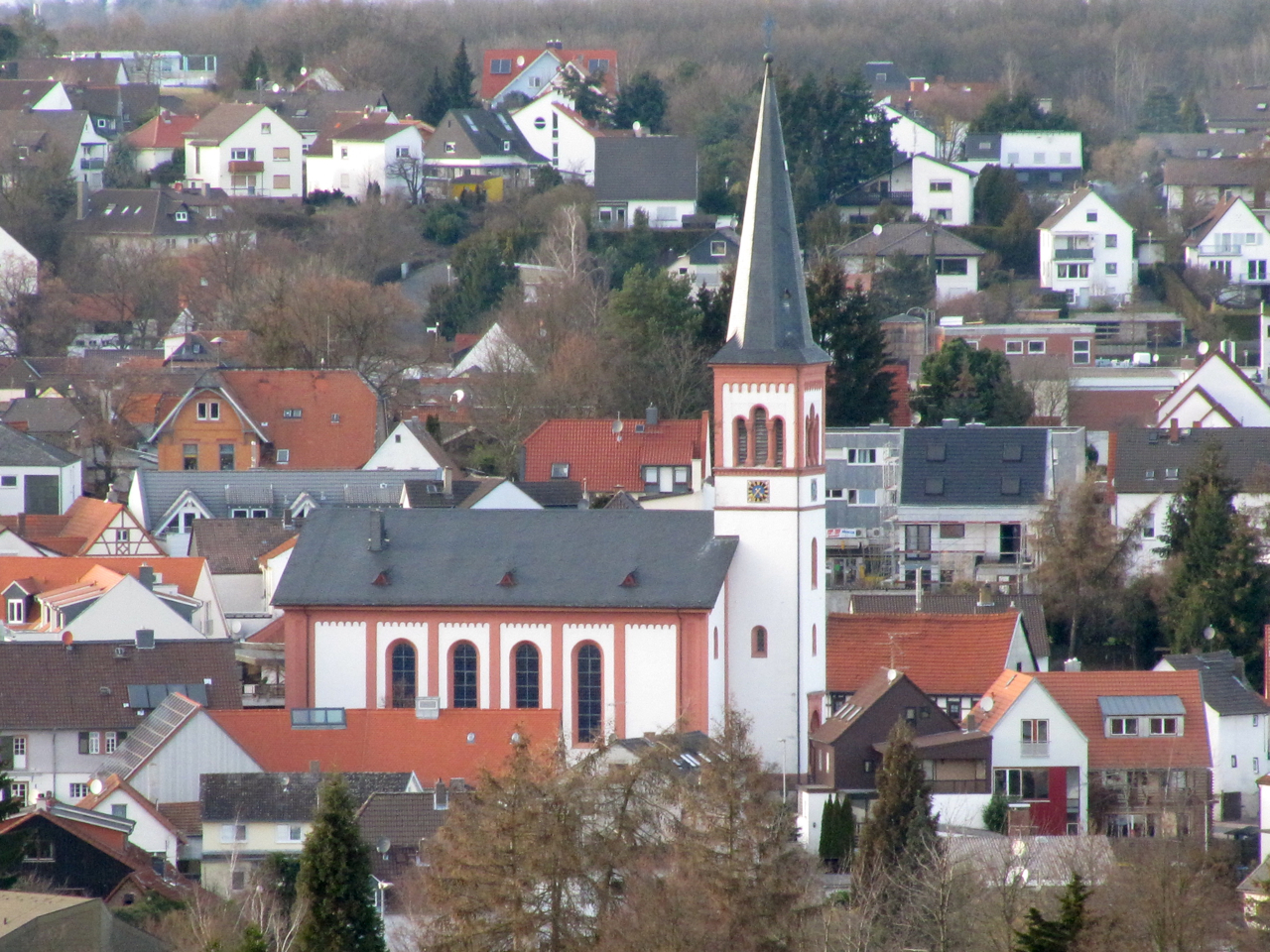
Evangelische Kirche Roßdorf (bei Darmstadt)

### Naturräume und Schutzgebiete
Am westlichen Ortsrand von Roßdorf liegt das Naturdenkmal „Rehberg“ mit Vogelschutzgehölzen und extensiven Mähwiesen, siehe Liste der Naturdenkmale in Roßdorf (bei Darmstadt). Das Natura2000-Gebiet „Wald und Magerrasen bei Roßdorf“ (FFH-Gebiet 6118-305) umfasst weitere Trockenrasen am Rehberg, Wälder am Hundsrück und Magerrasen am südöstlichen Roßberg. An der Gemarkungsgrenze zu Darmstadt und Ober-Ramstadt befindet sich das Naturschutzgebiet Großer und kleiner Bruch bei Roßdorf.

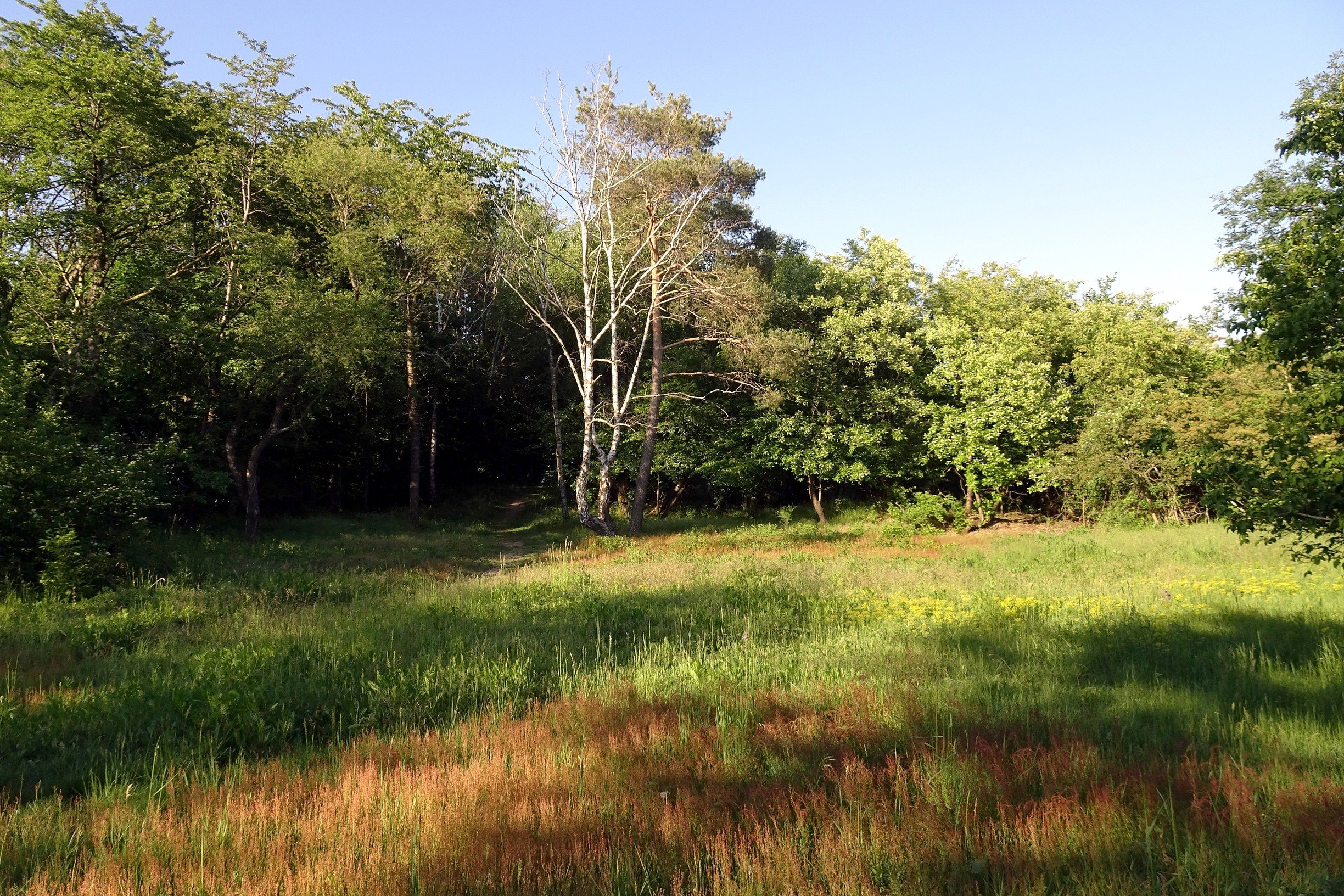
Naturdenkmal Rehberg
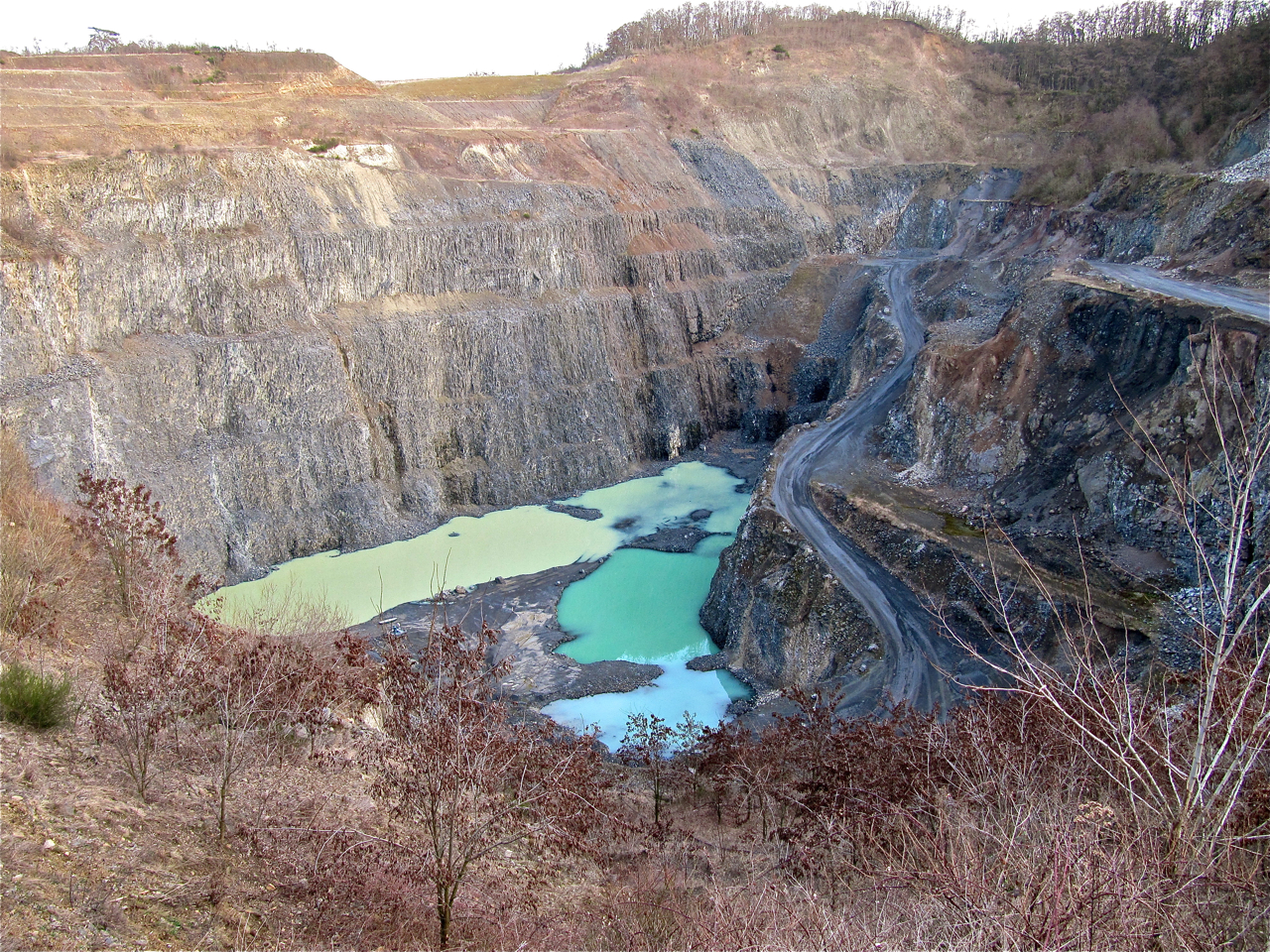
Blick in den Roßberg

### Vereine
- Der größte Verein in Roßdorf ist die SKG Roßdorf 1877.[44]
- Roßdorf ist Sitz der Gesellschaft zur wissenschaftlichen Untersuchung von Parawissenschaften.

### Regelmäßige Veranstaltungen
- August: Ortskernfest[45]
- August: Roßdörfer Olympiade[45]
- Oktober: Kerb[46]

## Wirtschaft und Infrastruktur

### Flächennutzung
Das Gemeindegebiet umfasst eine Gesamtfläche von 2060 Hektar, davon entfallen in ha auf:
| Nutzungsart             | Nutzungsart             | 2011 | 2015 |
| ----------------------- | ----------------------- | ---- | ---- |
| Gebäude- und Freifläche | Gebäude- und Freifläche | 267  | 272  |
| davon                   | Wohnen                  | 191  | 192  |
|                         | Gewerbe                 | 18   | 21   |
| Betriebsfläche          | Betriebsfläche          | 45   | 45   |
| davon                   | Abbauland               | 34   | 34   |
| Erholungsfläche         | Erholungsfläche         | 21   | 21   |
| davon                   | Grünanlage              | 6    | 6    |
| Verkehrsfläche          | Verkehrsfläche          | 178  | 179  |
| Landwirtschaftsfläche   | Landwirtschaftsfläche   | 798  | 791  |
| davon                   | Moor                    | 0    | 0    |
|                         | Heide                   | 0    | 0    |
| Waldfläche              | Waldfläche              | 724  | 724  |
| Wasserfläche            | Wasserfläche            | 18   | 18   |
| Sonstige Nutzung        | Sonstige Nutzung        | 10   | 10   |

### Öffentliche Einrichtungen
- In Roßdorf gibt es eine katholische und eine evangelische Kirche, im Ortsteil Gundernhausen eine evangelische Kirche.
- Roßdorf verfügt über ein großes beheiztes Freibad.
- Neben dem Freibad gibt es eine Rollschuhlaufbahn, die im Winter als Eisbahn genutzt werden kann.[48]
- Zudem verfügt die Gemeinde über ein Sportzentrum, mit 4 Kegelbahnen, 1 Rasen Trainingsplatz, 1 Hartplatz, 1 Handballfeld, 1 Half Pipe, 1 Stadion

### Weinbau
In Roßdorf wächst Wein. Eine Roßdörfer Winzerfamilie bewirtschaftet einen Weinberg von ca. 3,2 ha Fläche am Roßberg. Die Einzellage Roßdorfer Roßberg gehört zum Weinbaugebiet Hessische Bergstraße, Bereich Umstadt (Odenwälder Weininsel). Auf Basaltuntergrund mit Löß-Lehmauflage gedeihen Weißweine (Grauburgunder, Kerner, Riesling u. a.) und auch Rotweine (Spätburgunder, Frühburgunder, Dornfelder u. a.).

### Verkehr
Roßdorf ist durch drei Anschlussstellen an die B 26 angebunden (Anschluss in Darmstadt zur A 5 und A 67 sowie in Aschaffenburg zur A 3). Roßdorf ist ein Anfangspunkt der B 38.
Mehrere Buslinien fahren außerdem durch/ab Roßdorf:
- NH: Darmstadt – Roßdorf – Reinheim – Ueberau/Groß-Bieberau – Niedernhausen
- RH: Darmstadt – Roßdorf – Reinheim
- MO 1: Darmstadt – Roßdorf – Ober-Ramstadt – Asbach/Modautal – Nieder-Modau
- 672: Darmstadt – Roßdorf – Gundernhausen – Groß-Zimmern – Dieburg
- 673: Darmstadt – Roßdorf – Gundernhausen Stetteritz
- 693: Darmstadt – Roßdorf – Reinheim – Gr.-Bieberau – Brensbach – Reichelsheim – Fürth (nur im Spätverkehr)

Nur der Abschnitt der Bahnstrecke zwischen Bessunger Forsthaus und Darmstadt Ost wurde bis 2016 für historische Zugfahrten gelegentlich noch benutzt; der Rest der Bahnstrecke nach Darmstadt und Groß Zimmern ist abgebaut.

### Energie
Im Jahr 2015 entstanden auf dem Tannenkopf im Wald nördlich der B 26 zwei Windkraftanlagen des Typs GE Wind Energy 2.5-120. Diese haben bei einer Nabenhöhe vom 120 m und einem Rotordurchmesser von 120 m eine Gesamthöhe von 180 m und sind damit rund 20 Meter niedriger als übliche Windkraftanlagen dieses Typs. Grund hierfür ist die Lage der Anlagen in einem als störungsrelevant erachteten Bereiches des Deutschen Wetterdienstes. Bauherr ist die GGEW AG aus Bensheim, die Planungen obliegen der Firma juwi aus Wörrstadt. Die Bauarbeiten begannen mit den vorgezogenen Rodungen der Waldstandorte im Februar 2014, nachdem im Januar zuvor der Bauantrag eingereicht wurde. Am 23. April 2015 wurde der Antrag der GGEW zum Bau der Anlagen genehmigt. Prognostiziert wird eine Leistung von etwa 15 000 MWh pro Jahr. Der offizielle Baubeginn fand am 27. Juli 2015 statt. Am 11. Oktober veranstaltete der Betreiber ein Richtfest, ab November wurden die Türme errichtet. Fertiggestellt wurden die Windkraftanlagen Ende Dezember 2015.

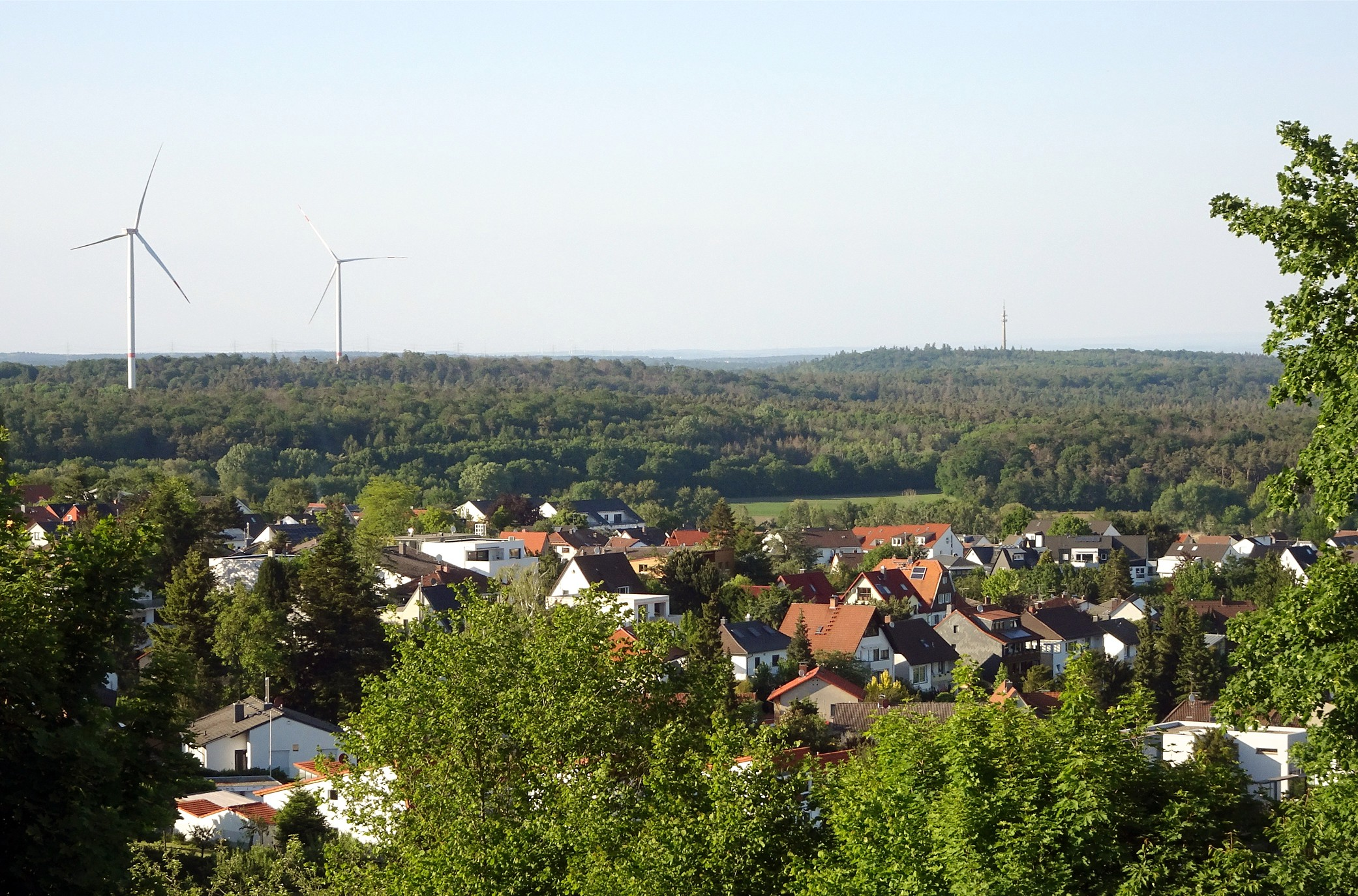
Windkraftanlagen auf dem Tannenkopf
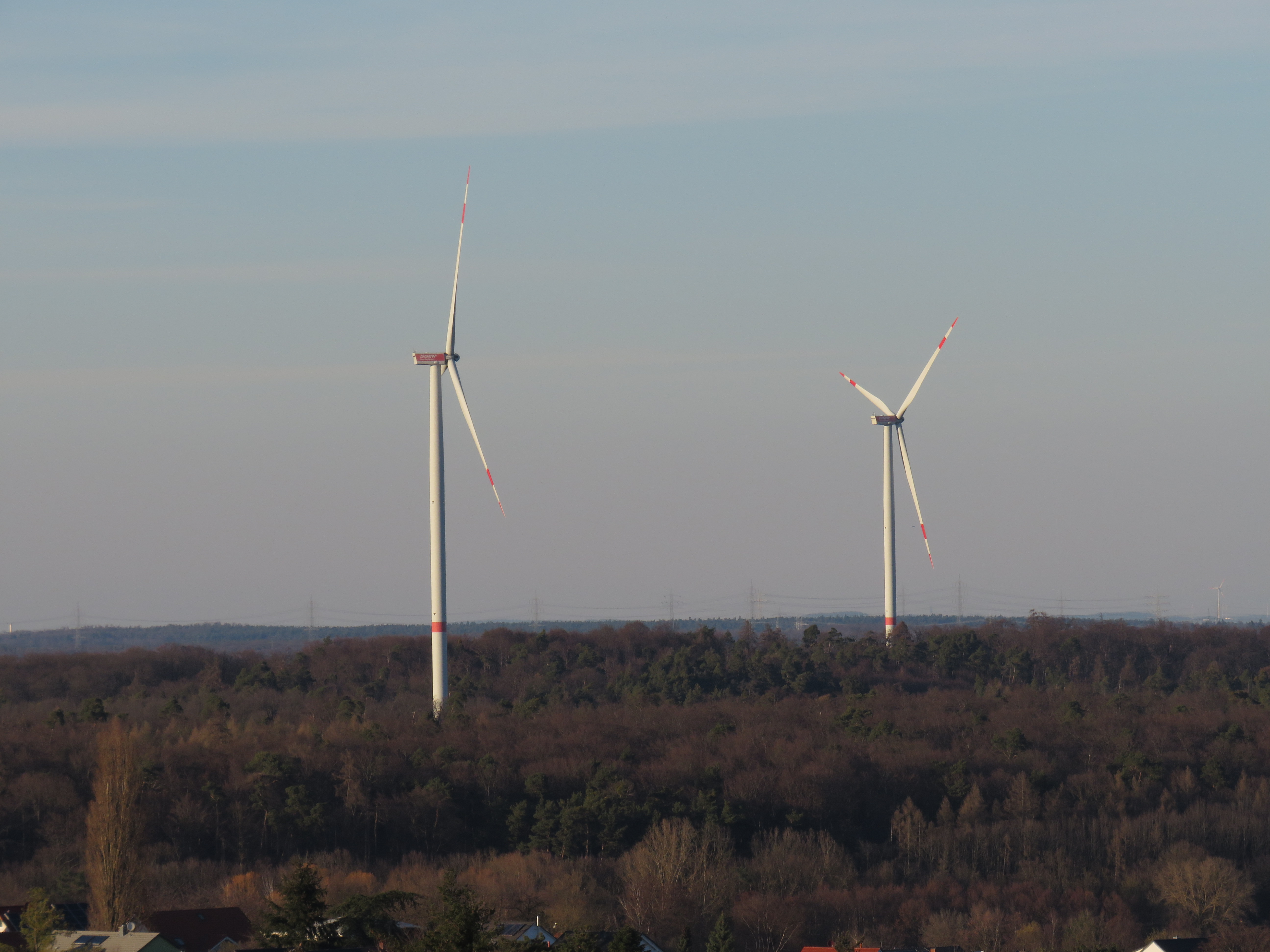
Blick vom Rehberg auf beide Anlagen

## Persönlichkeiten

### Söhne und Töchter der Gemeinde
- Johann Wilhelm Christian Steiner (* 1785 in Roßdorf; † 1870 in Darmstadt), Topograph, Historiker und Jurist
- Georg Christian Bonhard (* 1770 in Gundernhausen; † 1836), Mediziner („gräflicher Ysenburgischer Leibarzt und Hofrath zu Wächersbach“)
- Christian Sartorius (* 1796 in Gundernhausen; † 1872 im mexikanischen Bundesstaat Veracruz), deutsch-mexikanischer Unternehmer
- Georg Martin (* 1816 in Roßdorf; † 1881 in Darmstadt), Reichstags- und Landtagsabgeordneter
- Otto Hess (* 1908 in Roßdorf; † 1967 in Burgdorf), Mitglied der NSDAP, Politiker (DRP, NPD), Mitglied des Niedersächsischen Landtags
- Heinz Friedrich (* 1922 in Roßdorf; † 2004 in München), Publizist und Verleger
- Heinrich Baumann (* 1930 in Roßdorf; † 2009), Politiker, Abgeordneter des Hessischen Landtags
- Reinhard Burger (* 1949 in Roßdorf), Mikrobiologe, von 2010 bis 2015 Präsident des Robert Koch-Instituts
- Hans-Dieter Wacker (* 1958 in Roßdorf; † 1993), Fußballspieler
- Markus Rühl (* 1972 in Roßdorf), Bodybuilder

### Persönlichkeiten, die in der Gemeinde lebten oder wirkten
- Friedrich Sartorius (1808–1865), Pfarrer, Mitglied der Zweiten Kammer des Landtags des Großherzogtums Hessen
- Theodor Clausen (1911–1985), deutscher Basketball-Bundestrainer
- Esteban Fekete (1924–2009), Maler, Zeichner und Farbholzschneider
- Henning Tolle (1932–2022), Mathematiker und Hochschullehrer für Regelungstechnik und Robotik in Darmstadt
- Eberhard Warkehr (1932–2017), Chemiker, Hochschullehrer, Hochschulrektor und Kommunalpolitiker
- Klaus Teuber (1952–2023), Spieleautor, Erfinder der Siedler von Catan
- Amardeo Sarma (* 1955), deutsch-indischer Elektroingenieur und Geschäftsführer der Gesellschaft zur wissenschaftlichen Untersuchung von Parawissenschaften
- Felix Görmann (* 1976), Comiczeichner
- Yannick Lebherz (* 1989), Schwimmer